# بن نون
بن نون (انگلیسی: Ben Nunn؛ زادهٔ ۲۵ اکتبر ۱۹۸۹) بازیکن فوتبال اهل بریتانیا است.
از باشگاه‌هایی که در آن بازی کرده‌است می‌توان به باشگاه فوتبال چلمزفورد سیتی، باشگاه فوتبال بورم‌وود، باشگاه فوتبال بیشاپس استورتفورد، و باشگاه فوتبال بوستون یونایتد اشاره کرد.